# 阿莱娜·哈迪莫娃
阿莱娜·哈迪莫娃（捷克語：Alena Chadimová，1931年11月22日—），捷克女子竞技体操运动员。她曾代表捷克斯洛伐克参加1952年夏季奥林匹克运动会竞技体操比赛，获得女子团体全能铜牌。